# 斉藤彩 (クィーンズアベニューα)
斉藤 彩（さいとう あや、本名：庵野 彩音（あんの　あやね）、1991年9月25日 - ）は、日本のタレント。
神奈川県出身。クィーンズアベニューアルファ所属。身長は159cm。

## 経歴・人物
1997年に竹中直人が監督していた映画、『東京日和』に出演して、6歳くらいの娘を演じた。
2002年に「平塚ビーチパークドリームオンザコンテスト」や「ADPコンテストジュニア部門」で優勝をし、2004年には、「COOLY JUNCTION2004」で準優勝をした上、「ダンスアタック!!全国大会」中学生の部でも優勝、『ベリージャムスペシャルダンスコンテスト』など多数のコンテストで優勝を飾った。
18歳以下限定クラブイベント『UNITY』MC レギュラー出演。

## テレビ
- ポップジャム（NHK）
- ビートリックス（テレビ神奈川）